# Sargūr
Sargūr är en ort i Indien.   Den ligger i distriktet Mysore och delstaten Karnataka, i den södra delen av landet, 1 900 km söder om huvudstaden New Delhi. Sargūr ligger 705 meter över havet och antalet invånare är 10 983.
Terrängen runt Sargūr är platt. Runt Sargūr är det ganska tätbefolkat, med 166 invånare per kvadratkilometer. Närmaste större samhälle är Heggadadevankote, 15,0 km nordväst om Sargūr. Omgivningarna runt Sargūr är en mosaik av jordbruksmark och naturlig växtlighet.